# Trenton (Utah)
Trenton – miasto w Stanach Zjednoczonych, w stanie Utah, w hrabstwie Cache.